# Bajmaro
Bajmaro (en georgiano: ბახმარო) es una aldea y resort de montaña de Georgia ubicado en el sur de la región de Guria, siendo parte del municipio de Chojatauri. 

## Geografía
Bajmaro se encuentra a orillas del río Bajvistskali y es un resort de montaña en la cordillera de Mesjetia. Bajmaro está rodeado de altas montañas cubiertas de bosques de abetos y las montañas circundantes varían en altura (desde 2300 a 2700 m de altura). Bajmaro se caracteriza por el hecho de que el aire del mar asciende y se mezcla con el aire de la montaña. También se encuentra cerca de la frontera con la República autónoma de Ayaria.  

## Historia
Históricamente, Bakhmaro ha sido recomendado como recurso para tratar a personas con enfermedades respiratorias, tuberculosis, hemorragia y neurastenia. Los lugareños creen que se necesitan 21 días en el resort de Bajmaro para que una persona sienta todos los efectos terapéuticos.   
En 1894 ya existían en Bajmaro casas de veraneo y los lugareños descansaban ahí.En 1923, Bajmaro fue declarado balneario de importancia nacional.  
Bajmaro tiene beneficios para la salud de junio a octubre y se ha considerado como un posible centro turístico de invierno desde 1932. Durante la época soviética, el complejo prácticamente no se desarrolló, la mayoría de las casas se deterioraron y se deterioraron. Durante el reinado del presidente Mijeíl Saakashvili, se construyeron varias infraestructuras turísticas en el pueblo. En 2018, el primer ministro Mamuka Bajtadze anunció el desarrollo de un plan para el desarrollo del complejo.Durante mucho tiempo Bajmaro no tuvo posibilidades de desarrollarse porque no tenía estatus de asentamiento. Esta situación provocó una falta de inversión y una restricción masiva del desarrollo. En 2019, Bajmaro fue declarada oficialmente región montañosa  (los residentes ahora también se benefician de las prestaciones sociales), y el gobierno de Georgia tiene una propuesta para convertir Bajmaro en un centro turístico de cuatro estaciones.

## Demografía
Según el censo de 2014, la población de Bajmaro era de 0 habitantes.

## Economía
Vakijvari está oficialmente reconocido como lugar de vacaciones por el gobierno de Georgia. Debido a las muy buenas condiciones de la nieve y al paisaje, las montañas son muy adecuadas para los deportes de invierno y ya hay varias empresas invirtiendo y que quieren atraer el turismo a Bajmaro. Sin embargo, Bachmaro también es un destino de vacaciones popular para los excursionistas en verano.

## Infraestructura

### Arquitectura, monumentos y lugares de interés
El pueblo también es conocido por sus casas de madera, construidas sobre soportes de madera a entre un metro y medio y dos metros del suelo, algo poco habitual en Georgia.

### Transporte
Hay varias formas de llegar a Bajmaro: uno de ellos es del pueblo de Vakijvari (27 km), Mtispiri (28 km) o Jidistavi (29 km), todas ellas a pie o a caballo.  

## Galería

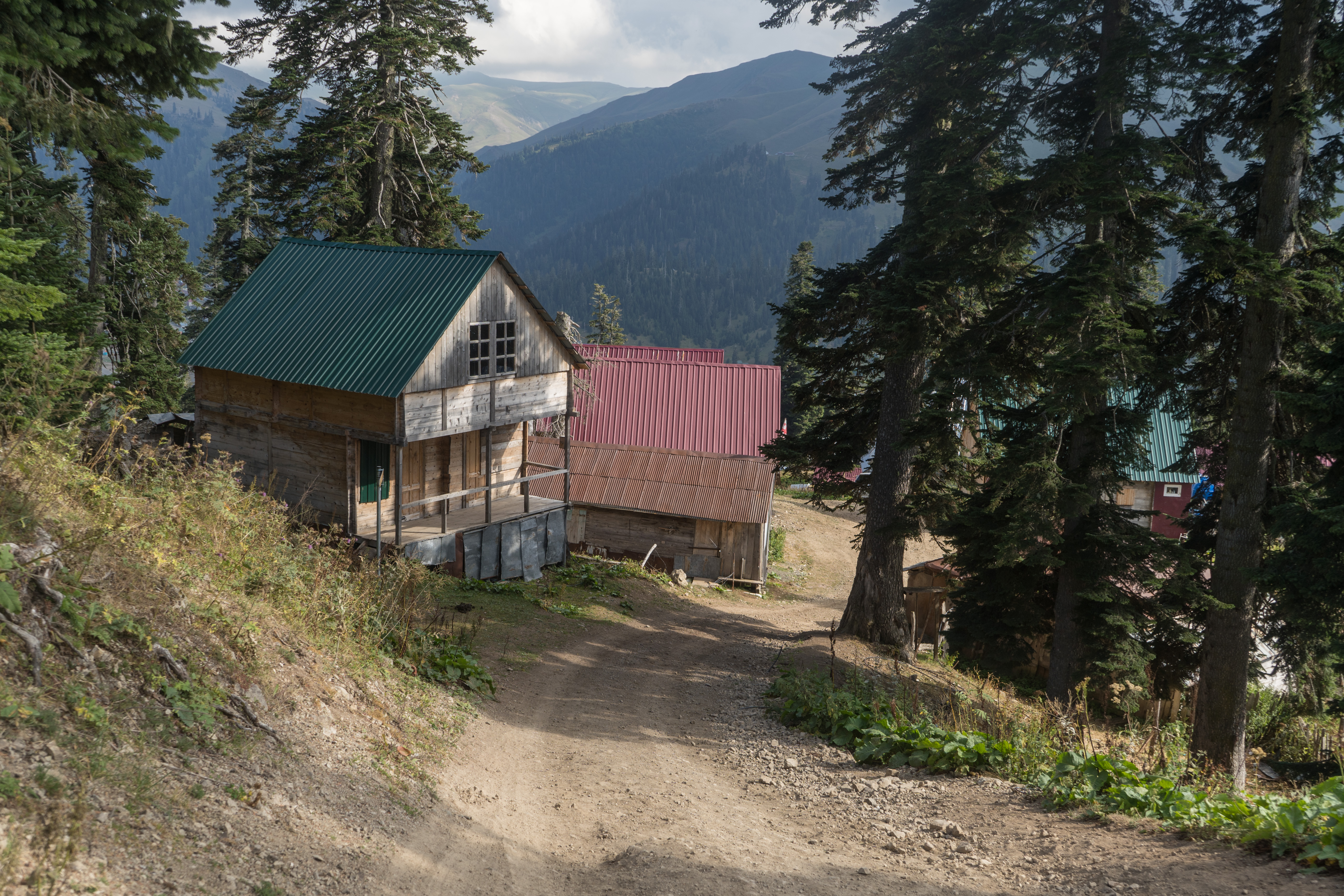
Casas de madera de Bajmaro
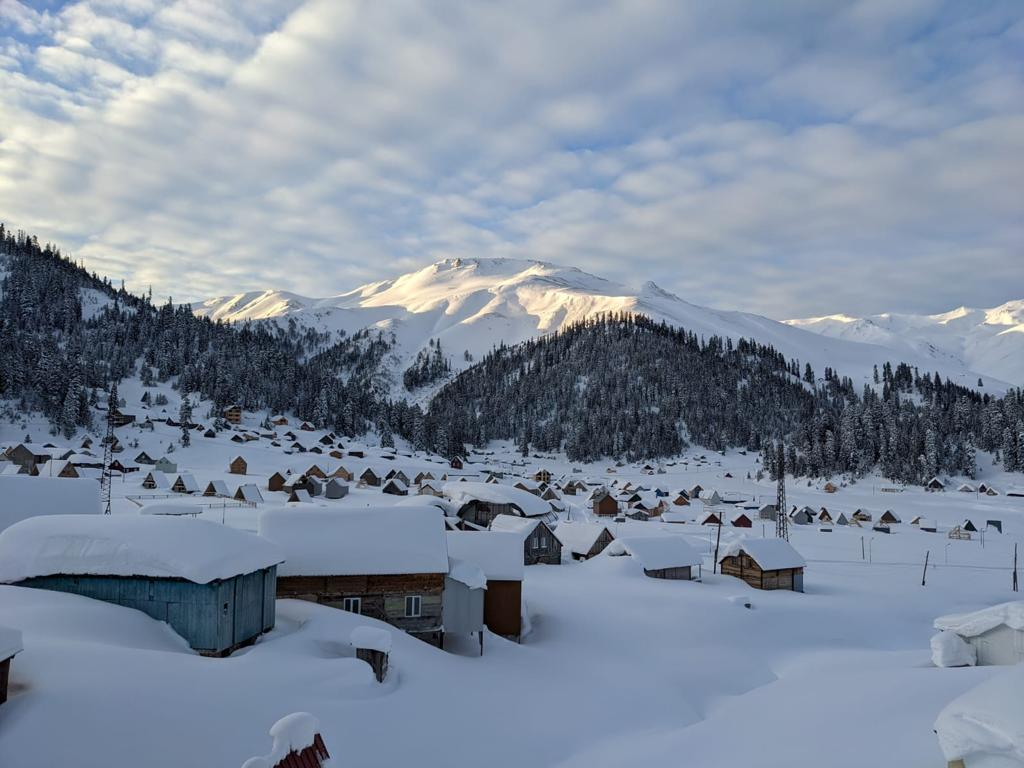
Bajmaro en invierno